# Campanya presidencial de Barack Obama de 2008
Barack Obama, com a Senador junior d'Illinois, va anunciar la seva candidatura per a la presidència dels Estats Units a Springfield, Illinois, el 10 de febrer de 2007. El 27 d'agost de 2008 es va convertir en el candidat del Partit Demòcrata per a les eleccions presidencials de 2008. Es tracta del primer afroamericà en la història dels EUA que és candidat a la presidència del país per un partit important. El 23 d'agost de 2008, la campanya de Barack Obama va confirmar que Joe Biden, de Delaware, seria el candidat vicepresidencial.
El 4 de novembre de 2008, les projeccions indicaven que Obama havia guanyat les eleccions, convertint-lo en el President electe del país i el primer afroamericà en ser escollit com a President dels Estats Units. És el tercer Senador en el càrrec que es converteix en president, després de Warren G. Harding i John F. Kennedy. La seva elecció constitucional a la funció presidencial es va completar amb la reunió del Col·legi Electoral el 15 de desembre de 2008, i la certificació posterior de la votació del col·legi electoral efectuada durant la sessió conjunta del Congrés dels Estats Units el 8 de gener de 2009. A partir dels resultats del vot electoral, Barack Obama va ser nomenat President electe i Joseph Biden va ser declarat oficialment el Vicepresident electe dels Estats Units en les eleccions presidencials de 2008.

## Crònica

### Fi de les primàries
El 3 de juny de 2008, després de les primàries de Montana i Dakota del Sud, Barack Obama va aconseguir la majoria de nombre de delegats per assegurar-se la nominació del Partit Demòcrata a la Presidència dels Estats Units. El seu oponent a les eleccions generals, el republicà John McCain, havia obtingut els delegats suficients per assegurar la nominació del seu partit el 4 de març de 2008. El 7 de juny, l'oponent d'Obama a les primàries del Partit Demòcrata, Hillary Rodham Clinton, es va retirar en una contesa a Washington D.C. i va demanar als seus seguidors que donessin suport a Barack Obama. Després d'un sopar celebrat el 26 de juny, Obama va urgir els seus seguidors i donants que ajudessin a Clinton perquè pogués pagar els deutes de la seva campanya. Obama i Clinton van participar en un esdeveniment junts per primera vegada després de les primàries a Unity, Nou Hampshire, el 27 de juny. Durant les dues primeres setmanes de juliol, la campanya va tenir un calendari pesat d'esdeveniments de recaptació de fons, els quals van ser recol·lectats dels antics donants de la campanya de Clinton.

### Tour Orient Mitjà i Europa
Al juliol de 2008, Obama va viatjar a Kuwait, Afganistan, l'Iraq, Jordània, Cisjordània, Israel, Alemanya, França i el Regne Unit. En el transcurs d'aquest viatge es va reunir amb una gran varietat de líders internacionals, inclòs el President Hamid Karzai de l'Afganistan, el Primer Ministre Nouri al-Maliki de l'Iraq, el Rei Abdullah II de Jordània, el President palestí Mahmoud Abbas, el Primer Ministre d'Israel Ehud Ólmert, la cancellera alemanya Angela Merkel, el President francès Nicolas Sarkozy i el Primer Ministre britànic Gordon Brown, així com l'ex Primer Ministre del Regne Unit Tony Blair i el líder de l'oposició, el conservador David Cameron.
El 24 de juliol de 2008 va pronunciar un discurs a la Columna de la Victòria a Berlín davant una multitud estimada de 200.000 a 240.000 persones.

### Vots perduts al Senat
Al novembre de 2007, es va informar que Obama havia perdut prop del 80 per cent del total dels vots del Senat durant un període de tres mesos mentre es trobava fent la seva campanya presidencial. Durant el 111º Congrés dels Estats Units, iniciat el 3 de gener de 2009, Obama va perdre 303 vots (46.3 %). Els demòcrates del Senat, que eren majoria, van poder retardar algunes vegades els vots per donar cabuda als horaris dels candidats demòcrates per la presidència.

### Fòrum Civil Saddleback
El Fòrum Civil sobre la Presidència va ser el lloc de celebració de les entrevistes dels candidats presidencials de EEUU John McCain i Barack Obama. Les va realitzar el pastor Rick Warren el 16 d'agost de 2008, a l'Església Saddleback a Lake Forest, Califòrnia.

### Elecció del Vicepresident

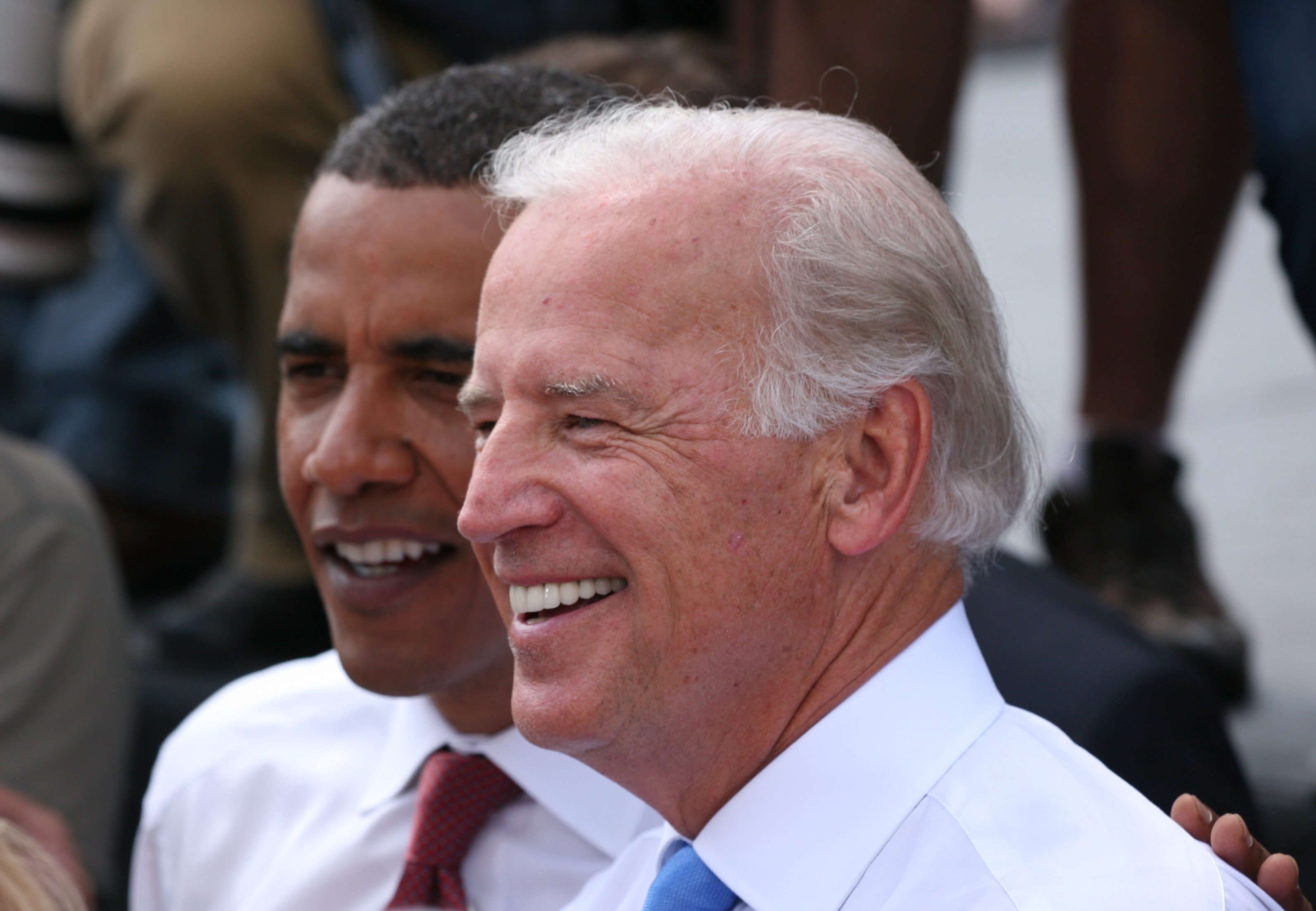
Joe Biden i Barack Obama després de la presentació de Biden com el seu company de fórmula a Springfield, Illinois.

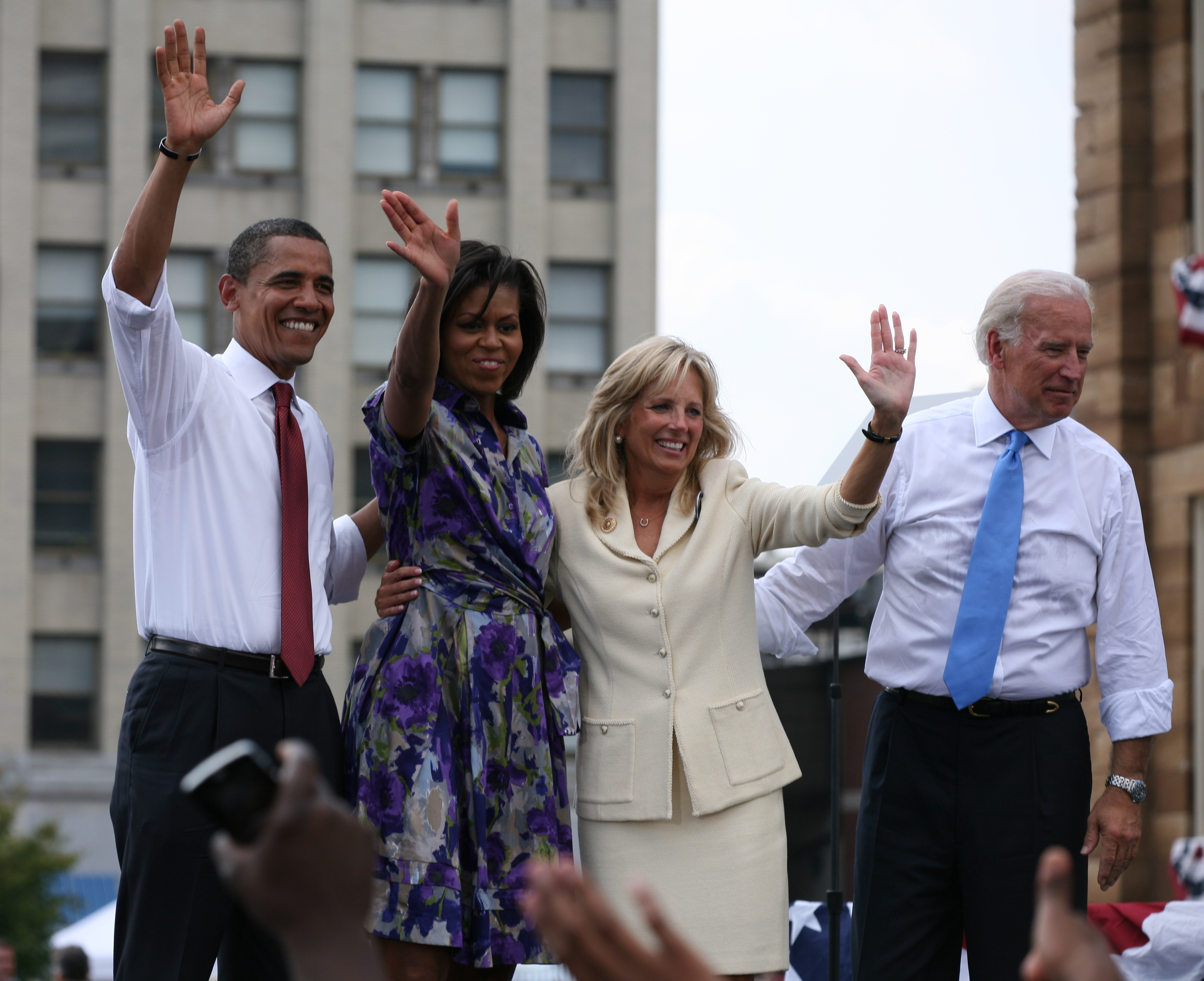
Barack Obama, Michelle Obama, Jill Biden i Joe Biden a la selecció del vicepresident dels Estats Units el 23 d'agost en Springfield, Illinois.

Qui seria el company de fórmula de Barack Obama havia estat tema d'especulació des del final de les primàries. Fins a l'agost de 2008, algunes de les opcions més populars per a ocupar el lloc de vicepresident (VP) incloïen la seva principal oponent, la Senadora Clinton, el Senador Biden, qui va acabar sent l'escollit, el Senador d'Indiana Evan Bayh, la Governadora de Kansas Kathleen Sebelius, el Governador de Virginia Tim Kaine, el general retirat i Exsecretari d'Estat Colin Powell, el Governador de Nou Mèxic Bill Richardson, i el general retirat Wesley Clark.
El dijous 21 d'agost de 2008, Obama va anunciar que havia escollit el VP, però no va revelar de qui es tractava fins al 23 d'agost, dos dies després. La campanya d'Obama va encoratjar als afeccionats a inscriure's a un sistema d'alerta de missatges de text amb la finalitat d'enviar-los un missatge al moment en què l'anunciés la seva elecció. El divendres 22 d'agost, KMBC News, de Kansas City, va col·locar calcomanies de "Obama/Bayh 2008" i les va publicar a Lenexa, Kansas. Tres fonts properes a una planta d'impressió local van informar que aquest material estava sent produït. La imatge de la calcomania va circular per tot Internet. No obstant això, l'NBC News va citar diverses fonts que al·legaven que des de la campanya d'Obama havien informat a Bayh que no havia estat escollit.D'acord amb un informe d'Associated Press d'aquella mateixa nit, Joe Biden era el seleccionat com a candidat d'Obama. L'informe d'Associated Press va confirmar diverses hores més tard, el 23 d'agost, que la pàgina web oficial de la campanya de Barack Obama havia enviat missatges de text als seguidors.

## Enquestes públiques
El dia després del discurs d'Obama a la Convenció Nacional Demòcrata, el seu oponent republicà, el Senador John McCain, va anunciar que havia escollit a la governadora d'Alaska, Sarah Palin, com la seva companya de fórmula. Gairebé immediatament després, les enquestes per a Obama/Biden van caure considerablement: en una enquesta dels possibles votants feta per Gallup, McCain/Palin havien guanyat 10 punts d'avantatge. La baixa del suport a Obama/Biden es va donar especialment entre les dones blanques que havien demostrat un fort suport a Hillary Clinton. No obstant això, Obama va recuperar la posició capdavantera a l'enquesta nacional i les mitjanes es van mantenir després del 19 de setembre.
En una mitjana de catorze enquestes nacionals fetes per RealClearPolitics entre el 29 d'octubre i el 2 de novembre, es va mostrar que Barack Obama portava una mitjana d'avantatge del 7,3% sobre McCain. El suport més alt que va tenir Obama va ser el del 8,2% el dia 14 d'octubre. Entre les enquestes de seguiment de RealClearPolitics, el suport més alt registrat a favor d'Obama va ser el d'una enquesta duta a terme per Newsweek entre el 18 i el 19 de juny i el d'una recerca més a fons realitzada entre el 23 i el 26 d'octubre, on obtenia un 15% d'avantatge.
Gallup va conduir enquestes setmanals de votants registrats per mesurar el suport entre els candidats. L'enquesta final realitzada entre el 27 d'octubre i el 2 de novembre va mostrar que el 24% dels independents donava suport a Obama, mentre que el 32% recolzava a McCain. No obstant això, en la setmana del 6 al 12 d'octubre el suport independent cap a Obama va aconseguir pujar fins al 33%.
En la mitjana de RealClearPolitics feta a partir de quatre enquestes nacionals efectuades entre el 28 d'octubre i 2 de novembre amb l'objectiu de mesurar la taxa d'opinions a favor i en contra es va demostrar que una mitjana del 55,5% estava a favor d'Obama i el 39,8% hi estava en contra. La valoració més alta d'Obama en les enquestes va ser d'un 61,2% favorable i del 32,5% en contra, aconseguida el 8 de juliol de 2008.
El 3 de novembre de 2008, un dia abans de les eleccions, el mapa electoral de RealClearPolitics excloïa als estats en disputa i només mostrava 278 vots electorals per a Obama/Biden, o una majoria electoral, i 132 vots electorals per als seus oponents McCain/Palin. Si s'incloïa els estats en disputa, la dupla Obama/Biden portava l'avantatge amb 338 vots.

## Posicions polítiques
Obama es va posicionar en moltes enquestes nacionals en l'àmbit polític, econòmic i social, ja fos a través dels comentaris en públic o del seu record de vots que va fer al Senat. Des que va anunciar la seva campanya presidencial al febrer de 2007, Obama va posar l'accent en la retirada de les tropes nord-americanes de l'Iraq i en l'augment de la independència energètica (que inclou el pla de Nova energia per als Estats Units,) aspecte que havia de disminuir la influència de grups de pressió. També defensava la promoció de l'assistència sanitària universal com una de les seves prioritats nacionals.

## Recaptacions

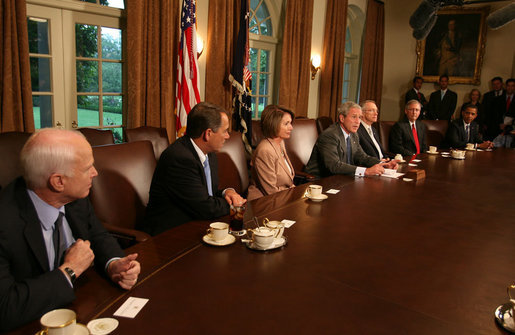
Obama (dreta) participa en una reunió amb el President Bush i el senador McCain, la Cambra de Representants i els líders dels partits del Senat sobre economia, el 25 de setembre de 2008.

Les recaptacions aconseguides per Barack Obama van trencar en vàries ocasions els rècords anteriors fel que feia a campanyes primàries presidencials i generals, i va canviar les expectatives per a les futures eleccions presidencials. La campanya va evitar utilitzar fons públics i va recaptar la totalitat dels seus diners de forma privada, especialment de donants individuals. En les eleccions generals, el comitè de la campanya havia recaptat més de 650 milions de dòlars. Es va coordinar amb el Comitè Nacional Demòcrata (DNC) i amb almenys 18 comitès Demòcrates a nivell estatal per crear una comissió conjunta de recaptació de fons i augmentar i dividir desenes de milions més.
Les recaptacions de fons van continuar després de les eleccions per a una administració de transició, el que es va anomenar el Projecte de Transició Obama-Biden, i també per separat els comitès de la cerimònia inaugural i celebracions.

### Cronologia
Segons els informes presentats per la Comissió Federal Electoral, la campanya d'Obama va recaptar més diners en el primer trimestre de 2008 ($133,549,000) del que havia recaptat durant tot el 2007 ($103,802,537). Fins al maig, la campanya havia tingut una recaptació total de 21,9 milions de dòlars, però va arribar a recaptar 52 milions de dòlars el mes següent, quan Obama ja havia assegurat la seva nominació a la presidència.
El 19 de juny, Obama es va convertir en el primer candidat presidencial d'un partit important a rebutjar el finançament públic des que el sistema fos creat arran de l'escàndol de Watergate. S'esperava que Obama recaptés 265 milions de dòlars entre el moment de la convocatòria i el dia de les eleccions. En rebutjar els fons en favor de les donacions privades, es va col·locar en posició de poder gastar més del compte abans de l'elecció en comparació amb John McCain. Si hagués signat el pla, la campanya només hagués pogut gastar 84,1 milions de dòlars per a la convenció a l'agost i les eleccions generals al novembre.
Obama havia explicat la seva decisió de no participar en el sistema del finançament públic dient que "el finançament públic de les eleccions presidencials tal com existeix avui està trencat i ens enfrontem a oponents que s'han convertit en mestres en jugar en aquest sistema imperfecte". Els crítics de la decisió van sostenir que aquesta contradeia les seves declaracions anteriors, on deia que intentaria arribar a un acord amb McCain per obtenir finançament públic i van afirmar que la campanya d'Obama estava rebent tot el suport del no regulat Grup 527, igual que McCain.
El 4 de setembre de 2008, la campanya d'Obama va anunciar que havia recaptat 10 milions de dòlars en un període de 24 hores després que el candidat presidencial republicà selecciónes a Sarah Palin com a candidata a la vicepresidència. El Comitè Nacional Republicà va informar una recaptació d'1 milió de dòlars en el mateix període.
El 19 d'octubre de 2008, la campanya d'Obama va anunciar un rècord de recaptació total de 150 milions de dòlars durant el setembre d'aquell any. Aquesta xifra va superar el rècord anterior de recaptació en un sol mes de la campanya, que havia estat de 66 milions de dòlars a l'agost de 2008.
La campanya va recaptar gran part dels seus diners en efectiu a partir de petites donacions fetes a través d'Internet. Gairebé la meitat de la recaptació provenia de quantitats de menys de 200 dòlars. Les dues campanyes eren examinades regularment per irregularitats d'abús i de devolucions o de rebot de les donacions que excedissin els límits legals, fetes des de l'estranger, des d'adreces que no existeixen o amb noms evidentment fraudulents. Després d'algunes crítiques de la campanya d'Obama des dels blogs conservadors del Comitè Nacional Republicà es va demanar a la Comissió Federal Electoral que investigués les pràctiques de selecció de donants de la campanya d'Obama.

## Campanya als mitjans

Logotip d'Obama

### Logotip
La campanya d'Obama és coneguda per l'ús de logotips, especialment un d'un cercle, el centre del qual té un sol sobre un camp i amb els colors de la bandera nord-americana. Va ser dissenyat per un equip de la signatura Remitent LLC de Chicago. "Buscàvem una “o” per al seu nom i vam tenir la idea d'un sol i un nou dia,” va explicar Sol Sender. "El sol que s'aixeca en l'horitzó evoca un nou sentit d'esperança." L'altre logotip és el de "Change We Ca Believe In" o "Canvi en el qual Podem Creure".

### Tipografies
El tipus de lletra utilitzat per la campanya és la tipografia tipus "Gotham", majoritàriament majúscules i amb l'ús ocasional de la tipografia "Snell Roundhand". La tipografia "Gotham" va ser dissenyada a l'any 2000 per Jonathan Hoefler i Tobias Frere-Jones, originalment per a la revista GQ. Abans que es fes servir aquesta lletra, la campanya havia utilitzat la tipografia "Gill Sans" en les lletres majúscules i minúscules.

### Campanya Digital
Ben Self va ser l'home que va dissenyar la campanya online de Barack Obama. La pàgina web es va crear en deu dies i va aconseguir atreure a milions de seguidors. També es van utilitzar les xarxes socials, com Facebook i Myspace, d'una manera mai vista en una campanya electoral i es va arribar a tenir una llista de contactes electrònics de més de 13 milions de persones. La pàgina de Facebook va atreure a tres milions de persones i Mybarackobama.com (la seva pròpia xarxa social) va comptar amb dos milions de persones més. A més, es van penjar més de 2.000 vídeos de YouTube que van ser vistos més de 15 milions de vegades.

### Anuncis de televisió
Poc després de convertir-se en el presumpte candidat, Obama va iniciar una campanya comercial biogràfica destacant el seu patriotisme. Els anuncis es van retransmetre en divuit estats, incloent els tradicionalment republicans com Alaska i Carolina del Nord. Entre el 6 de juny i el 26 de juliol, la campanya d'Obama va gastar 27 milions de dòlars en publicitat, a diferència de la de McCain i el Comitè Nacional Republicà que va gastar un total de 24,6 milions de dòlars.
En una entrevista feta el 15 de setembre de 2008 al programa Good Morning America, Obama va dir: "Vostè sap, si fem preguntes sobre qui ha promulgat anuncis negatius que són completament aliens a les qüestions que ens interessen, crec que hagués guanyat en aquest concurs molt fàcilment." El que havia volgut dir era que McCain havia transmès més anuncis negatius.
El 29 d'octubre a les 8.00 PM EST, la campanya d'Obama va retransmetre un reportatge de 30 minuts titulat "American Stories, American Solutions", que en català seria "Històries Americanes, Solucions Americanes". Aquest reportatge va ser transmès simultàniament en NBC, CBS, Fox, Univision, MSNBC, BET i TV One i es va centrar en una àmplia gamma de qüestions que incloïen la sanitat pública i la fiscalitat. Després va mostrar un discurs d'Obama en directe des de Florida. La cadena televisiva Fox va demanar que es retardés 15 minuts la segona part del Joc Cinc de la Sèrie Mundial de beisbol de 2008 amb la finalitat de mostrar la propaganda política, cosa que finalment va passar. ABC va ser l'única cadena important de EEUU que no el va mostrar, després d'estar indecisa a retransmetre el reportatge de la campanya d'Obama; no obstant això, la mateixa campanya d'Obama va rebutjar l'oferta posteriorment. El reportatge d'Obama va ser vist per 30 milions de persones a través de les cadenes de televisió nord-americanes, en comparació dels 6,3 milions d'espectadors que va obtenir la sèrie d'ABC titulada Pushing Daisies. Abans d'això, l'últim candidat presidencial a comprar espai televisiu per transmetre un anunci havia estat H. Ross Perot, que es va postular com a candidat independent el 1992. La campanya d'Obama també havia comprat un canal de Dish Network per mostrar anuncis d'Obama les 24 hores del dia i 7 dies de la setmana. L'endemà d'aquest succés, Wyatt Andrews va fer una "anàlisi real" al noticiari CBS Evening News i va informar dels dubtes que tenia sobre la certesa d'algunes de les promeses fetes en la propaganda d'Obama a causa de l'enorme dèficit econòmic que tenia el govern americà.

### Cançons de la campanya
A l'agost, Barack Obama personalment va demanar a Joss Stone que li escrivís i gravés una cançó presidencial per a la seva campanya, presumptament a causa del fet que ella tenia els recursos per unir les fronteres racials.A més, la candidatura d'Obama va inspirar a diversos artistes a crear més cançons i vídeos musicals sense que ell els ho sol·licités en comparació a altres candidats en la història política dels Estats Units. Entre els exemples es troben "Yes We Can", de Will.i.am, de la banda Black Eyed Peas, Make it to the Sun, de Ruwanga Samath i Maxwell D, "Barack Obama", de JFC, i "Unite the Nation", feta pel grup grec-nord-americà de hip-hop Missa/Missa.

### Pàgina web contra la difamació

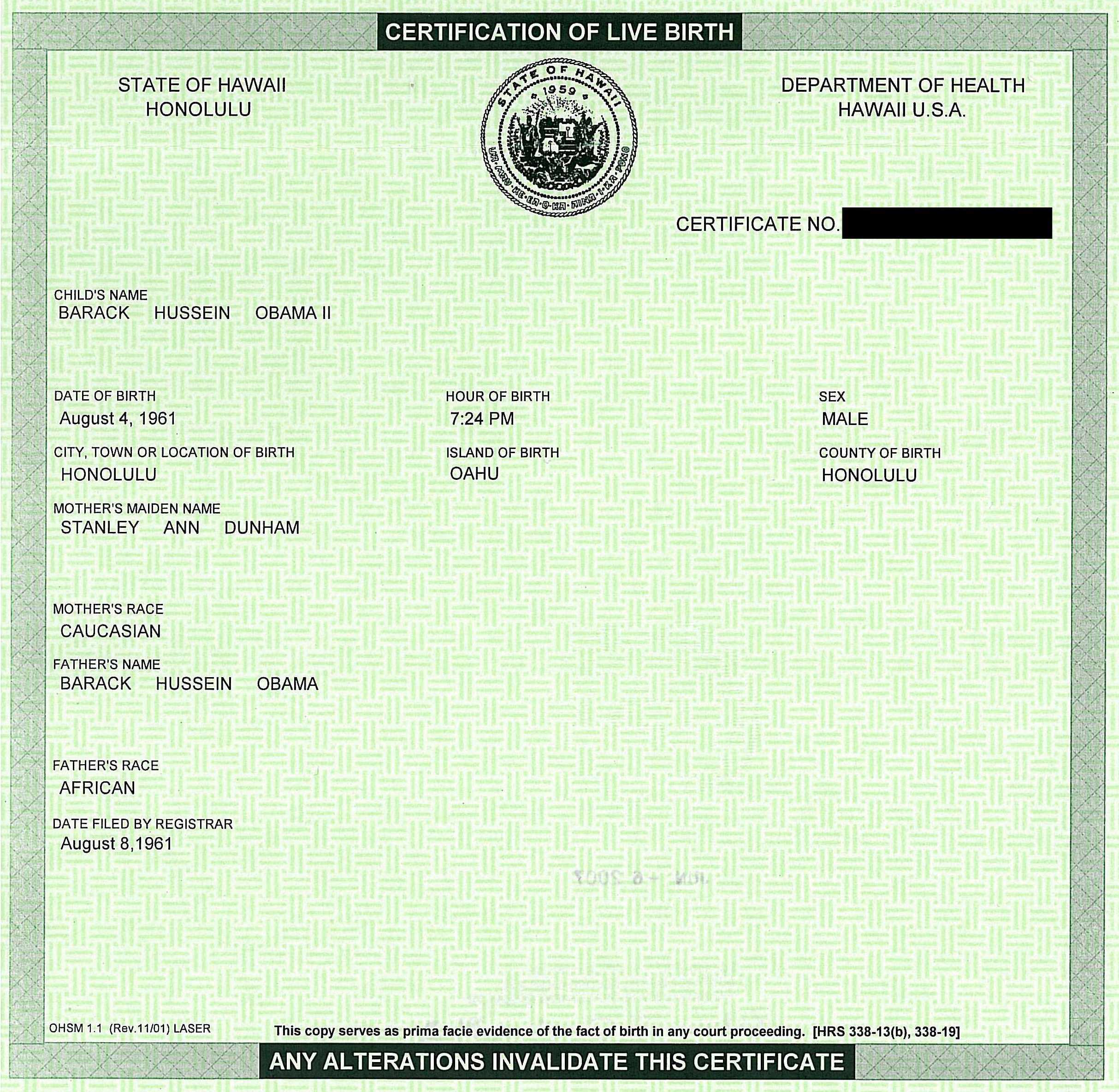
Certificat de naixement d'Obama

El 12 de juny de 2008, la campanya d'Obama va llançar una pàgina web per lluitar contra el que va descriure com a difamació pels seus opositors. El lloc oferia respostes a rumors despectius sobre el candidat, com els que qüestionaven si Obama era legalment ciutadà nord-americà.

#### Campanya "Israel per Obama"
Originalment convocada a finals de maig pels israelians-nord-americans, la campanya tenia com a propòsit refutar les difamacions contra Obama en relació amb Israel i la comunitat jueva mitjançant l'obtenció del suport necessari a Israel. Quan Obama va viatjar a Orient Mitjà des de l'Afganistan a l'Iraq, Jordània i, finalment, a Israel, es va organitzar un petit míting anomenat "Israel per Obama".
Ira Formen, director executiu del Consell Nacional Jueu Democràtic, va declarar que "el funcionament democràtic de la comunitat jueva ha estat més ampli del que he vist en 35 anys", El president de la campanya a Israel, Yeshiyah Amariel, i altres organitzacions, com l'Aliança jueva pel Canvi i el Consell Jueu d'Educació i Recerca, van utilitzar YouTube per mostrar vídeos de suport cap a Obama de part dels funcionaris i gent d'Israel, i també la seva posició sobre les propostes "Israelianes per Obama" i defensant que era l'"Home idoni per al càrrec". En les últimes setmanes de tancament de campanya electoral Obama va utilitzar el suport d'israelians per lluitar contra la difamació propagada en línia pels bloggers. D'acord amb les enquestes, el seu èxit va provocar que el suport per part dels jueus augmentés, conseqüentment, en les eleccions generals del 4 de novembre; segons els sondejos a peu d'urna, el 77% de la comunitat jueva dels Estats Units va votar a favor de Barack Obama en comparació al 23% que va votar per John McCain.

### Campanya per correu electrònic
La Fundació Nacional de Tir Esportiu (NSSF per les seves sigles en anglès) va afirmar que la campanya presidencial de Barack Obama havia obtingut il·legalment una còpia de la llista de contactes de correu electrònic del SHOT Xou, que era propietat de la NSSF. Aquesta llista es va utilitzar per enviar un comunicat de premsa sobre el "Dia Nacional de Caça i Pesca".

## Proposta conjunta de debats presidencials
El 4 de juny, John McCain va proposar una sèrie de deu assemblees conjuntes amb Obama en les quals tots dos podrien debatre. S'havien d'iniciar al cap d'una setmana. En un principi, Obama va estar d'acord amb la idea, però després va canviar de parer i li va oferir celebrar un esdeveniment durant les celebracions de Dia de la Independència i quatre debats tradicionals en conjunt.

### Debats presidencials
Va haver-hi tres debats presidencials entre Obama i McCain. No es va convidar cap candidat d'un altre partit polític o independent a participar en qualsevol debat, ja que Obama i McCain eren els únics candidats que apareixien a la butlleta electoral dels 50 estats i del Districte de Colúmbia. Els candidats van estar d'acord amb la proposta de la Comissió de debats presidencials que establia que dos de tres dels debats de 90 minuts serien en un format informal de talk xou, mentre que el tercer seria en format formal (tipus ajuntament) en el qual els candidats es podrien desplaçar per la sala de debat en comptes d'estar asseguts.
- Primer debat presidencial: Divendres, 26 de setembre a la Universitat de Mississipi, Oxford, Mississipi, en el format de debat tradicional.
- Segon debat presidencial: Dimarts, 7 d'octubre a la Universitat Belmont, Nashville, Tennessee, en format d'ajuntament.
- El tercer debat presidencial: Dimecres, 15 d'octubre a la Universitat Hofstra, Hempstead, Nova York, en format de "talk xou".

### Debats vicepresidenciales
Hi va haver un debat vicepresidencial entre el senador Joe Biden i la Governadora Sarah Palin. Igual que havia passat al debat presidencial, no es van convidar candidats d'altres partits o independents.
- Debat vicepresidencial: Dimecres, 2 d'octubre a la Universitat de Washington, Sant Luis, Missouri.

## Dia de les eleccions
El 4 de novembre de 2008, Barack Obama es va convertir en el primer afroamericà a ser escollit President dels Estats Units, fet que va provocar múltiples celebracions als Estats Units i al voltant del món. Va obtenir gairebé el 53% del vot popular i 365 vots electorals. El percentatge del vot popular és la mostra d'acceptació més gran que ha rebut qualsevol candidat a la presidència des de George H. W. Bush el 1988, i els seus 365 vots electorals van mostrar la millor acceptació des que Bill Clinton va guanyar amb 379 en 1996. Obama va vèncer en Colorado, Nevada, Virginia, Indiana, Florida, Ohio i Carolina del Nord, tots els estats que havia guanyat l'expresident George W. Bush a les eleccions presidencials dels Estats Units de 2004. A més, es va convertir en el primer candidat a guanyar un dels vots electorals de Nebraska des que l'estat va decidir dividir els seus vots electorals. També va ser el primer candidat a ser escollit president sense guanyar a Missouri des de 1956, i el primer president electe que va néixer a la dècada de 1960. Obama també va ser el president que va rebre més vots que qualsevol altre candidat presidencial en la història, amb un total de més de 69 milions de vots.
Joe Biden també va fer història en convertir-se en el primer catòlic a ser triat com a Vicepresident. A més, és el senador més antic a convertir-se en Vicepresident, després d'haver servit al Senat dels Estats Units durant 36 anys abans de l'elecció. També va guanyar la reelecció al Senat en vèncer el seu oponent Lloyd Bentsen el 1988 i Joe Lieberman l'any 2000, els quals van ser companys de fórmula de candidats presidencials que van perdre en les eleccions, però que van ser reelegits per al Senat mentre formaven part de les seves respectives campanyes a la presidència. Bentsen va ser el company de fórmula de Michael Dukakis quan aquest va perdre amb George H. W. Bush i Joe Lieberman quan Al Gore va perdre amb George W. Bush a les eleccions presidencials dels Estats Units de 2000.

## Certificació dels vots electorals
El 8 de gener de 2009, la sessió conjunta del Congrés dels EE.UU, presidida per l'exviceperesidente Dick Cheney com a President del Senat i Nancy Pelosi com a Presidenta de la Cambra, va anunciar la certificació i els vots del col·legi electoral de les eleccions presidencials de 2008. Dels vots electorals dels 50 estats i el Districte de Colúmbia, l'exvicepresident Cheney va declarar que 365 vots electorals eren per a Barack Obama, de l'estat d'Illinois, i Joseph Biden, de l'estat de Delaware, i 173 vots electorals anaven cap a John McCain, de l'estat d'Arizona, i Sarah Palin, de l'estat d'Alaska. Basant-se en els resultats del recompte del vot electoral, Cheney va declarar oficialment que Obama havia estat escollit com a President dels Estats Units i Biden com a Vicepresident dels Estats Units.

## Equip
Entre els nombrosos assessors que van treballar en aquesta campanya, a continuació es destaquen els següents:
- David Plouffe (gerent)
- Penny Pritzker (finances)
- David Axelrod (mitjans)
- Robert Gibbs (comunicacions)
- Bill Burton (portaveu)
- Claire McCaskill (vocal)
- Tim Kaine (vocal)
- Paul Hodes (vocal)